# Waiting for Cousteau
Waiting for Cousteau (französischer Titel En Attendant Cousteau) ist ein instrumentales Musikalbum und wurde von dem französischen Künstler Jean-Michel Jarre komponiert. Es ist Jacques-Yves Cousteau gewidmet und wurde an dessen achtzigsten Geburtstag, dem 11. Juni 1990, bei Disques Dreyfus in Frankreich bzw. bei Polydor im Rest der Welt veröffentlicht. Waiting for Cousteau ist Jarres insgesamt zehntes Studioalbum. Es erreichte in England Platz 14 in den Charts und wurde zur 200-Jahr-Feier des französischen Nationalfeiertages am 14. Juli 1990 bei La Défense in Paris auf dem Paris La Defense betitelten Konzert komplett aufgeführt.

## Besonderheit
Das Album wurde von der Fachpresse als eines von Jarres Besten bewertet, da er sich auf dem Album sehr von dem Stil seiner anderen Alben entfernt hatte, was besonders im titelgebenden Stück Waiting for Cousteau auf dem Album deutlich wird. Dieses wurde z. B. von Allmusic als „groundbreaking stuff“ (englisch für „bahnbrechendes Zeug“) bezeichnet. Der Track wurde nicht auf herkömmlichem Weg eingespielt, sondern basiert auf computerunterstütztem Composing. Hierbei werden Vorgaben zu Stil, Notenbereichen und Instrumentierung festgelegt und anhand diesen das Stück vom Computer generiert. Der daraus resultierende, auf CD über 46 Minuten dauernde Titel wurde als Einstimmung auf das eigentliche Konzert Paris La Defense von CD abgespielt. Dies wurde von da an bei den meisten weiteren Konzerten beibehalten. Es existiert eine 1 Stunde 14 Minuten dauernde Version, welche als Soundtrack für die Ausstellung Konzert der Bilder (orig. französisch: Concert d’images) im Jahre 1989 diente.

## Trivia
Auf den zeitlich begrenzten Medien Schallplatte und Cassette ist Waiting for Cousteau nur ca. 22 Minuten zu hören und wird dann ausgeblendet.

Bei der Erstveröffentlichung handelt es sich laut SPARS Code um eine komplett digitale Aufnahme und Bearbeitung (DDD). Dem widersprechend ist in der Remastered-Ausgabe von 2015 der Hinweis New mastering from the original analog tapes abgedruckt.

## Wichtige Versionen
| Jahr | Ausgabeform | Medium | Land                    | Label                    | Katalognummer        | Bemerkung                             |
| ---- | ----------- | ------ | ----------------------- | ------------------------ | -------------------- | ------------------------------------- |
| 1990 | Original    | CD     | Frankreich, Deutschland | Disques Dreyfus, Polydor | 843 614-2, 843 614-2 | Erstausgabe CD SPARS Code: DDD        |
| 1991 | Remastered* | CD     | Frankreich              | Disques Dreyfus          | 843 624-2            | Serie 'Digitally Remastered'          |
| 1997 | Remastered  | CD     | Frankreich, Deutschland | EPIC                     | EPC 488144 2         | 96 kHz/24bit technology by Scott Hull |
| 2015 | Remastered  | CD     | Europa                  | Sony Music               | 88875046392          | by Dave Dadwater                      |

*Da die Erstausgabe erst ein Jahr zuvor veröffentlicht wurde, ist es zweifelhaft, ob es sich hier wirklich um ein erneutes Mastering handelt statt viel eher um eine Neuauflage.

## Titelliste
Geschrieben und arrangiert von Jean-Michel Jarre.
1. Calypso Part 1 – 8:24
2. Calypso Part 2 – 7:10
3. Calypso Part 3 (Fin de Siècle) – 6:28
4. Waiting for Cousteau – 46:55

## Besetzung
- Jean-Michel Jarre – Keyboards
- The Amoco Renegades – Steel Pans
- Guy Delacroix – Bass
- Christophe Deschamps – Schlagzeug
- Michel Geiss und Dominique Perrier – zusätzliche Keyboards